# حقل الظهرة

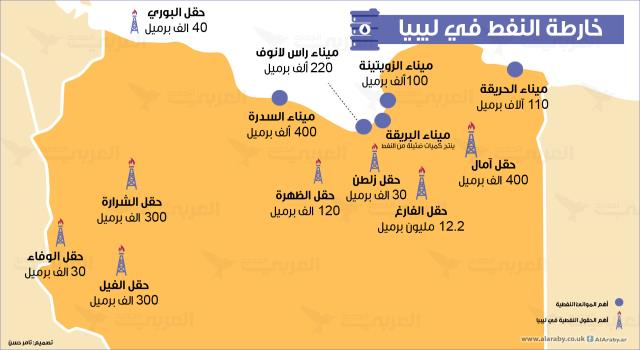
خريطة توزيع النفط في ليبيا

حقل الظهرة النفطي (رومنة: Dahra) يقع إلى جنوب غرب سرت وإلى شمال زلة وإلى غرب مرادة ولا تصله طريق جيّدة ولكن به مطار و خدمات (مسرح - ملاعب رياضة - مسجد). ويعتبر من أقدم الحقول النفطية الذي اكتشفته شركة الواحة للنفط في آواخر الخمسينيات و به أول بئر منتجة للنفط بكميات تجارية حيث بدأ الإنتاج في منتصف عام 1962.